# Anna Mossevig
Anna Mossevig, född 1856, död 1905, var en norsk modehandlare och feminist. Hon drev Anna Mossevig og Co (AMC), också kallat Compagniet, 1883-1905. Hon var medgrundare av Kvindestemmeretsforeningen 1885, och ordförande för Kristiania Kvinnelige Handelsstandsforening 1890-1896.